# Henry Bacon (Politiker)

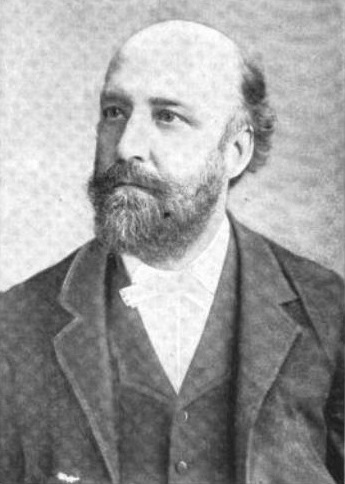
Henry Bacon

Henry Bacon (* 14. März 1846 in Brooklyn, New York; † 25. März 1915 in Goshen, New York) war ein US-amerikanischer Jurist und Politiker. Er vertrat zwischen 1887 und 1889 sowie zwischen 1891 und 1893 den Bundesstaat New York im US-Repräsentantenhaus.

## Werdegang
Henry Bacon wurde ungefähr sechs Wochen vor dem Ausbruch des Mexikanisch-Amerikanischen Krieges in der damals noch eigenständigen Stadt Brooklyn geboren. Er besuchte die Mount Pleasant Academy in Sing Sing, die Episcopal Academy in Cheshire (Connecticut) und graduierte 1865 am Union College in Schenectady. Dann studierte er Jura. Seine Zulassung als Anwalt erhielt er 1866 und begann dann in Goshen zu praktizieren. Politisch gehörte er der Demokratischen Partei an.
Er wurde in einer Nachwahl am 6. Dezember 1886 im 15. Wahlbezirk von New York in das US-Repräsentantenhaus in Washington, D.C. gewählt, um dort die Vakanz zu füllen, die durch den Tod von Lewis Beach entstand. Man wählte ihn in den 50. Kongress. Bei den Kongresswahlen des Jahres 1888 erlitt er bei seiner erneuten Kandidatur eine Niederlage und schied nach dem 3. März 1889 aus dem Kongress aus. Als Kongressabgeordneter hatte er während seiner letzten Amtszeit den Vorsitz über das Committee on Manufactures. Im Jahr 1890 kandidierte er für den 52. Kongress. Nach einer erfolgreichen Wiederwahl trat er am 4. März 1891 die Nachfolge von Moses D. Stivers an. Bei seiner erneuten Kandidatur im Jahr 1892 erlitt er allerdings eine Niederlage und schied nach dem 3. März 1893 aus dem Kongress aus. Während dieser Amtszeit hatte er den Vorsitz über das Committee on Banking and Currency.
Nach seiner Kongresszeit ging er in Goshen wieder seiner Tätigkeit als Anwalt nach. Er nahm 1892 als Delegierter an der Democratic National Convention in Chicago teil. Zwischen 1909 und 1915 war er Corporation Counsel von Goshen. Er verstarb dort am 25. März 1915 und wurde dann auf dem Slate Hill Cemetery beigesetzt.